# Castellanos del Campo
Castellanos del Campo es un despoblado del término de Villar del Campo, localidad y municipio de la provincia de Soria, 
partido judicial de Soria, Comunidad Autónoma de Castilla y León, España. Pueblo de la Comarca de Soria.

## Historia
Sobre la base de los datos del Censo de Pecheros de 1528, en el que no se contaban eclesiásticos, hidalgos y nobles, se registra la existencia 8 pecheros, es decir unidades familiares que pagaban impuestos.
A la caída del Antiguo Régimen la localidad se constituye en municipio constitucional en la región de Castilla la Vieja, partido de Soria que en el censo de 1842 contaba con 11 hogares y 42 vecinos.
A mediados del siglo XIX se incorpora a Villar del Campo.

## Patrimonio

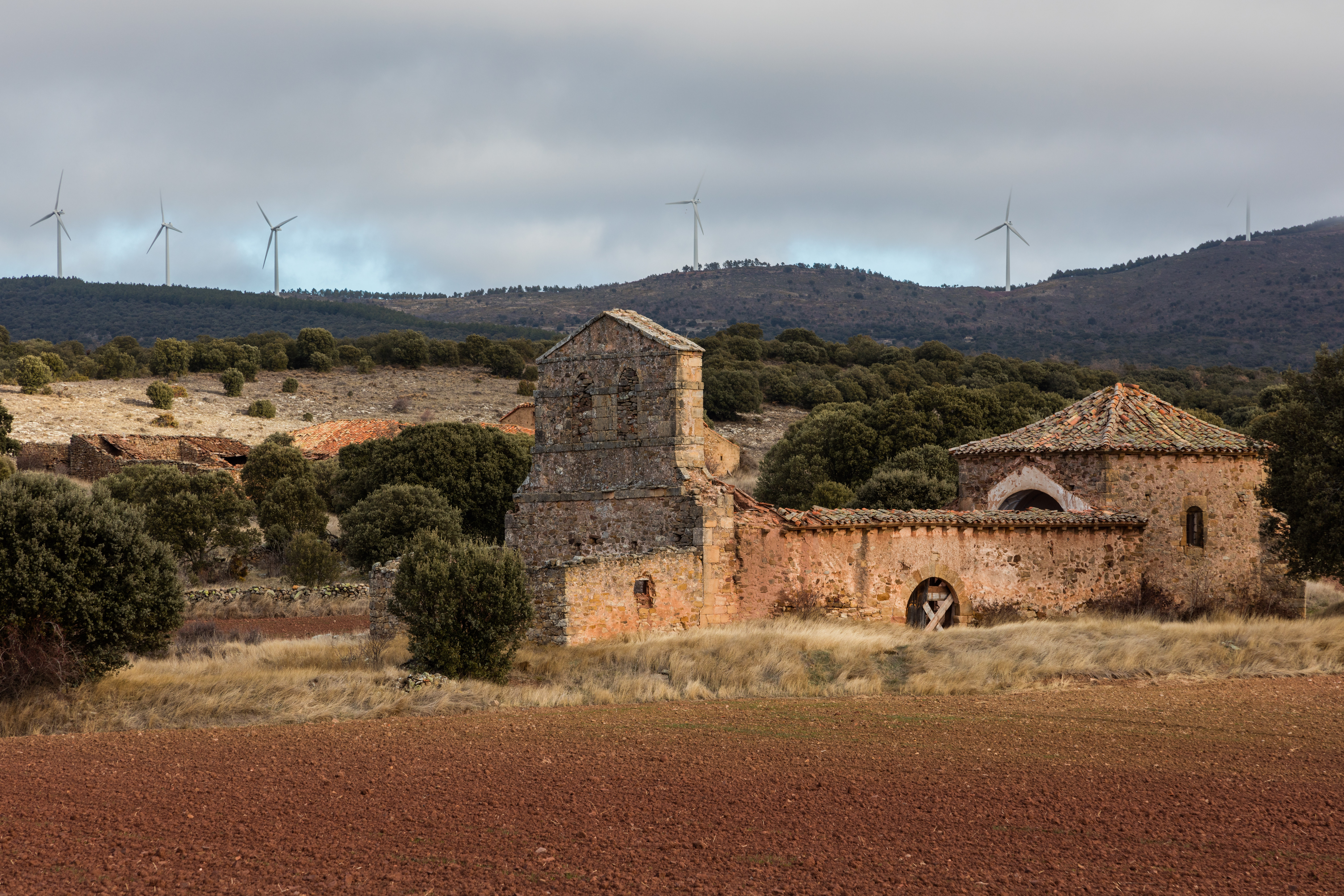
Iglesia de San Justo y Pastor.

- Iglesia de los Santos Justo y Pastor con restos románicos. En el año 2015 fueron robados 9 metros de la cornisa y canecillos románicos de la iglesia.[4]
- Torre bereber defensiva del siglo X.
- Fuente romana.